# 2038年12月26日日食
2038年12月26日日食是一次日全食，將發生於2038年12月26日（西半球為12月25日）。新月當天（即朔日），地球上觀測到月球和太阳的角距離極小，此時月球如果恰好在月球交點附近，穿過太阳和地球之間，與地球、太阳接近一直線，則會出現日食。月球本影接觸地表而使該區域完全得不到陽光，就會形成日全食，同時在本影兩側數千公里的半影範圍內遮擋部分陽光，形成日偏食。此次日全食將會經過澳大利亚和新西蘭，日偏食則將覆蓋東南亞中南部、大洋洲中南部和周邊部分地區。
在日全食經過的兩國，當天也是节礼日。

## 日食概況

### 出現區域
本次日食開始時，月球本影將在科科斯（基林）群島以西約160公里的東印度洋面最先接觸地表，當地將在12月26日日出時最先看到日全食。然後本影向東南方向移動，斜貫澳大利亚後在新西蘭南島西北約550公里的塔斯曼海達到最大食分。此後本影向東劃過南島北部並貫穿北島南部，逐漸轉向東北並跨過國際日期變更線，此後本影完全在海上，最終在12月25日日落時分結束於皮特凯恩群岛東北約730公里的南太平洋面。全食帶內的陸地均在國際日期變更線以西，在12月26日看到日全食。
澳大利亚在2023年至2038年的不到16年內將出現高於一般頻率的5次日全食，這是其中第五次，即最後一次。
巧合的是，本次月球本影經過的陸地和2037年7月13日的上一次日全食一樣，也屬於澳大利亚和新西蘭兩國，依次包括：
- ：自西南向東北斜貫西澳大利亚州、南澳大利亚州中部偏南、維多利亞州北部並擦過新南威爾士州南部，其中最大食分位於昆士蘭州狄亞曼提娜郡政府貝杜里西部；
- 新西兰：南島的塔斯曼大區北部和馬爾堡大區北部，北島的惠灵顿大区北部、馬納瓦圖-旺加努伊大區南部、霍克湾大区南部。[4][5]

除了狹窄的全食帶內能看見日全食之外，月球半影覆蓋範圍內都將能看到日偏食，包括中南半島南部、馬來群島除菲律賓中北部以外的大部、馬來半島南端、澳大拉西亞除俾斯麥群島北部以外的絕大部分、玻里尼西亞中南部，及南極洲靠近澳大利亚的約四分之一。其中國際日期變更線以西的部分在12月26日看到日食，以東的部分則在12月25日看到日食。

此次日全食過程中月影在地表移動的動畫

### 基本參數
- 類型：日全食
- 食甚中心處（位於新西蘭南島西北約550公里的塔斯曼海）資料：
  - 時間：2038年12月26日0:58:46.5
  - 地點：40°16.5′S 163°56.9′E / 40.2750°S 163.9483°E
  - 食分：1.0269（全食帶內最大）
  - 本影寬度：95.3公里
  - 日全食持續時間：2分18.2秒
- 全食最長處資料：
  - 時間：2038年12月26日0:58:03
  - 地點：40°15′S 163°37′E / 40.250°S 163.617°E
  - 本影寬度：95.3公里
  - 日全食持續時間：2分18.2秒（全食帶內最長）[7]

## 相關的日食

### 2036-2039年的日食
月球交替位於相對的月球交點時，以半個交點年（食年），即約177天又4小時間隔出現下列日食。
註：2036年2月27日和2036年8月21日的日偏食屬於上一組交點年系列。
| 日食列表  |           |           |           |           |           |           |           |           |           |           |           |
| 1997-2000 | 2000-2003 | 2004-2007 | 2008-2011 | 2011-2014 | 2015-2018 | 2018-2021 | 2022-2025 | 2026-2029 | 2029-2032 | 2033-2036 | 2036-2039 |

| 升交點   | 升交點                   |          | 降交點                   | 降交點 |
| 沙羅周期 | 地圖                     | 沙羅周期 | 地圖                     |        |
| 117      | 2036年7月23日 偏食（南） | 122      | 2037年1月16日 偏食（北） |        |
| 127      | 2037年7月13日 全食       | 132      | 2038年1月5日 環食        |        |
| 137      | 2038年7月2日 環食        | 142      | 2038年12月26日 全食      |        |
| 147      | 2039年6月21日 環食       | 152      | 2039年12月15日 全食      |        |

### 沙羅周期
沙羅周期長度為18年11天。本次日食屬於沙羅周期142，共包含72次日食，依次為1624年4月17日至1750年7月3日的8次日偏食、1768年7月14日的1次全環食（亦稱混合食）、1786年7月25日至2543年10月29日的43次日全食、2561年11月8日至2904年6月5日的20次日偏食，總共歷時1280.14年。其中最長的全食發生於2291年5月28日，共持續了6分34秒。
下表列舉了1901年至2100年間發生的屬於該周期的日食，是第17至27次：
| 17             | 18             | 19            |
| -------------- | -------------- | ------------- |
| 1912年10月10日 | 1930年10月21日 | 1948年11月1日 |
| 20             | 21             | 22            |
| 1966年11月12日 | 1984年11月22日 | 2002年12月4日 |
| 23             | 24             | 25            |
| 2020年12月14日 | 2038年12月26日 | 2057年1月5日  |
| 26             | 27             |               |
| 2075年1月16日  | 2093年1月27日  |               |

## 資料來源
1. ↑  樊忠玉. . 中国天文科普网.   [2018-02-09]. （原始内容存档于2014-09-17）.
2. 1 2  Fred Espenak. . NASA Eclipse Web Site.   [2018-02-09]. （原始内容存档于2020-10-23）.（英文）
3. ↑  Fred Espenak. . NASA Eclipse Web Site.   [2018-02-09]. （原始内容存档于2020-12-28）.（英文）
4. ↑  Fred Espenak. . NASA Eclipse Web Site.   [2018-02-09]. （原始内容存档于2020-10-20）.（英文）
5. ↑  Xavier M. Jubier. .   [2018-02-09]. （原始内容存档于2019-11-09）.（法文）（英文）
6. ↑  Fred Espenak. . NASA Eclipse Web Site.   [2018-02-09]. （原始内容存档于2019-01-18）.（英文）
7. ↑  Fred Espenak. . NASA Eclipse Web Site.   [2018-02-09]. （原始内容存档于2020-10-23）.（英文）
8. ↑  Fred Espenak. . NASA Eclipse Web Site.（英文）

## 外部連結
- NASA日食專頁（页面存档备份，存于）（英文）
- 可見區域圖和時間統計：由弗雷德·埃斯佩纳克做出的日食預報，NASA/GSFC
  - Google互動地圖呈現的日食範圍
  - 貝塞爾元素
- Google地圖顯示的日全食和日偏食範圍（页面存档备份，存于）（法文）（英文）

| \| \| 日食 \|                            |                               |                                           |
| 上一次日食： 2038年7月2日日食 （日環食） | 2038年12月26日日食 （日全食） | 下一次日食： 2039年6月21日日食 （日環食） |
| 上一次日全食： 2037年7月13日日食         | 2038年12月26日日食 （日全食） | 下一次日全食： 2039年12月15日日食         |
|                                          | 日食                          |                                           |